# Општина Пето (Јукатан)
Пето (шп. Peto) општина је у Мексику у савезној држави Јукатан. Општина се налази на надморској висини од 40 м.

## Становништво
Према подацима из 2010. у општини је живело 24159 становника.

### Хронологија
| Година       | 2000                  | 2005                  | 2010                  |
| ------------ | --------------------- | --------------------- | --------------------- |
| Становништво | 21284 (10539 / 10745) | 22386 (11073 / 11313) | 24159 (12025 / 12134) |

### Попис
| \| \| м \| \| \| ж \| \| 0—2 \| 778 \| \| \| 775 \| \| 3—5 \| 821 \| \| \| 758 \| \| 6—11 \| 1.635 \| \| \| 1.583 \| \| 12—14 \| 873 \| \| \| 820 \| \| 15—17 \| 890 \| \| \| 867 \| \| 18—24 \| 1.646 \| \| \| 1.709 \| \| 60+ \| 1.358 \| \| \| 1.196 \| \| Просек : \| 27,3 \| \| \| 27,6 \| |       |  |  |       |
| |       |  |  |       |
| | м     |  |  | ж     |
| 0—2 | 778   |  |  | 775   |
| 3—5 | 821   |  |  | 758   |
| 6—11 | 1.635 |  |  | 1.583 |
| 12—14 | 873   |  |  | 820   |
| 15—17 | 890   |  |  | 867   |
| 18—24 | 1.646 |  |  | 1.709 |
| 60+ | 1.358 |  |  | 1.196 |
| Просек : | 27,3  |  |  | 27,6  |

| #   | Индикатор                                                                                        | Вредност |
| --- | ------------------------------------------------------------------------------------------------ | -------- |
| 1   | Становништво од 0 до 2 године                                                                    | 1553     |
| 2   | Мушко становништво од 0 до 2 године                                                              | 778      |
| 3   | Женско становништво од 0 до 2 године                                                             | 775      |
| 4   | Становништво са 3 и више година                                                                  | 22602    |
| 5   | Мушко становништво са 3 и више година                                                            | 11244    |
| 6   | Женско становништво са 3 и више година                                                           | 11358    |
| 7   | Становништво са 5 и више година                                                                  | 21548    |
| 8   | Мушко становништво са 5 и више година                                                            | 10697    |
| 9   | Женско становништво са 5 и више година                                                           | 10851    |
| 10  | Становништво са 12 и више година                                                                 | 17805    |
| 11  | Мушко становништво са 12 и више година                                                           | 8788     |
| 12  | Женско становништво са 12 и више година                                                          | 9017     |
| 13  | Становништво са 15 и више година                                                                 | 16112    |
| 14  | Мушко становништво са 15 и више година                                                           | 7915     |
| 15  | Женско становништво са 15 и више година                                                          | 8197     |
| 16  | Становништво са 18 и више година                                                                 | 14355    |
| 17  | Мушко становништво са 18 и више година                                                           | 7025     |
| 18  | Женско становништво са 18 и више година                                                          | 7330     |
| 19  | Становништво од 3 до 5 година                                                                    | 1579     |
| 20  | Мушко становништво од 3 до 5 година                                                              | 821      |
| 21  | Женско становништво од 3 до 5 година                                                             | 758      |
| 22  | Становништво од 6 до 11 година                                                                   | 3218     |
| 23  | Мушко становништво од 6 до 11 година                                                             | 1635     |
| 24  | Женско становништво од 6 до 11 година                                                            | 1583     |
| 25  | Становништво од 8 до 14 година                                                                   | 3859     |
| 26  | Мушко становништво од 8 до 14 година                                                             | 1976     |
| 27  | Женско становништво од 8 до 14 година                                                            | 1883     |
| 28  | Становништво од 12 до 14 година                                                                  | 1693     |
| 29  | Мушко становништво од 12 до 14 година                                                            | 873      |
| 30  | Женско становништво од 12 до 14 година                                                           | 820      |
| 31  | Становништво од 15 до 17 година                                                                  | 1757     |
| 32  | Мушко становништво од 15 до 17 година                                                            | 890      |
| 33  | Женско становништво од 15 до 17 година                                                           | 867      |
| 34  | Становништво од 18 до 24 године                                                                  | 3355     |
| 35  | Мушко становништво од 18 до 24 године                                                            | 1646     |
| 36  | Женско становништво од 18 до 24 године                                                           | 1709     |
| 37  | Женско становништво од 15 до 49 година                                                           | 6051     |
| 38  | Становништво са 60 и више година                                                                 | 2554     |
| 39  | Мушко становништво са 60 и више година                                                           | 1358     |
| 40  | Женско становништво са 60 и више година                                                          | 1196     |
| 41  | Однос између мушкараца и жена                                                                    | 99.1     |
| 42  | Становништво од нуле до 14 година                                                                | 8043     |
| 43  | Становништво од 15 до 64 године                                                                  | 14272    |
| 44  | Становништво од 65 година и више                                                                 | 1840     |
| 45  | Просечан број деце                                                                               | 2.91     |
| 46  | Становништво рођено у ентитету                                                                   | 23190    |
| 47  | Мушко становништво рођено у ентитету                                                             | 11546    |
| 48  | Женско становништво рођено у ентитету                                                            | 11644    |
| 49  | Становништво рођено у другом ентитету                                                            | 869      |
| 50  | Мушко становништво рођено у другом ентитету                                                      | 424      |
| 51  | Женско становништво рођено у другом ентитету                                                     | 445      |
| 52  | Становништво од 5 година и више резидентно у ентитету у јуну 2005. године                        | 20810    |
| 53  | Мушко становништво старосног доба од 5 година и више, резидентно у ентитету у јуну 2005. године  | 10253    |
| 54  | Женско становништво старосног доба од 5 и више година, резидентно у ентитету у јуну 2005. године | 10557    |
| 55  | Становништво од 5 година и више које је живело у другом ентитету у јуну 2005. године             | 427      |
| 56  | Мушко становништво старије од 5 година које је живело у другом ентитету у јуну 2005. године      | 208      |
| 57  | Женско становништво старије од 5 година које је живело у другом ентитету у јуну 2005. године     | 219      |
| 58  | Становништво од 3 године и више које говори аутохтони језик                                      | 14152    |
| 59  | Мушко становништво старо 3 године и више које говори аутохтони језик                             | 7174     |
| 60  | Женско становништво старо 3 године и више које говори аутохтони језик                            | 6978     |
| 61  | Становништво од 3 године и више које говори аутохтони језик и не говори шпански језик            | 880      |
| 62  | Мушко становништво старо 3 године и више које говори аутохтони језик и не говори шпански         | 391      |
| 63  | Женско становништво старо 3 године и више које говори аутохтони језик и не говори шпански језик  | 489      |
| 64  | Становништво старо 3 године и више које говори аутохтони језик и шпански                         | 13206    |
| 65  | Мушко становништво старо 3 године и више које говори аутохтони језик и шпански                   | 6758     |
| 66  | Женско становништво старо 3 године и више које говори аутохтони језик и шпански                  | 6448     |
| 67  | Становништво од 5 година и више које говори аутохтони језик                                      | 13982    |
| 68  | Становништво од 5 година и више које говори аутохтони језик и не говори шпански језик            | 860      |
| 69  | Становништво од 5 година и више које говори аутохтони језик и говори шпански језик               | 13057    |
| 70  | Становништво у домородачким домаћинствима                                                        | 22241    |
| 71  | Становништво са ограничењима у активностима                                                      | 1400     |
| 72  | Становништво са ограниченим ходањем или кретањем, горе или доле                                  | 723      |
| 73  | Становници са ограничењима вида, чак и уз кориштење сочива                                       | 547      |
| 74  | Становништво са ограничењима говора, комуникације или конверзације                               | 149      |
| 75  | Становништво са ограниченим слухом                                                               | 169      |
| 76  | Становништво са ограничењима при одевању, купању или јелу                                        | 71       |
| 77  | Становништво са ограничењима у опажању или учењу једноставних ствари                             | 67       |
| 78  | Становништво са менталним ограничењима                                                           | 113      |
| 79  | Становништво без ограничења активности                                                           | 22703    |
| 80  | Становништво од 3 до 5 година које не похађа школу                                               | 785      |
| 81  | Мушко становништво од 3 до 5 година које не похађа школу                                         | 414      |
| 82  | Женско становништво од 3 до 5 година које не похађа школу                                        | 371      |
| 83  | Становништво од 6 до 11 година које не похађа школу                                              | 103      |
| 84  | Мушко становништво од 6 до 11 година које не похађа школу                                        | 58       |
| 85  | Женско становништво од 6 до 11 година које не похађа школу                                       | 45       |
| 86  | Становништво од 12 до 14 година које не похађа школу                                             | 130      |
| 87  | Мушко становништво од 12 до 14 година које не похађа школу                                       | 57       |
| 88  | Женско становништво од 12 до 14 година које не похађа школу                                      | 73       |
| 89  | Становништво од 15 до 17 година похађа школу                                                     | 1081     |
| 90  | Мушко становништво од 15 до 17 година похађа школу                                               | 580      |
| 91  | Женско становништво између 15 и 17 година живота у школи                                         | 501      |
| 92  | Становништво од 18 до 24 године похађа школу                                                     | 669      |
| 93  | Мушко становништво од 18 до 24 године похађа школу                                               | 366      |
| 94  | Женско становништво од 18 до 24 године похађа школу                                              | 303      |
| 95  | Становништво од 8 до 14 година које не може да чита и пише                                       | 306      |
| 96  | Мушко становништво старосног доба од 8 до 14 година које не може да чита и пише                  | 179      |
| 97  | Женско становништво старосног доби од 8 до 14 година које не може да чита и пише                 | 127      |
| 98  | Становништво од 15 година и више које је неписмено                                               | 2564     |
| 99  | Мушко становништво од 15 година и више које је неписмено                                         | 1100     |
| 100 | Женско становништво од 15 година и више које је неписмено                                        | 1464     |
| 101 | Становништво старо 15 и више година без школовања                                                | 2076     |
| 102 | Мушко становништво старо 15 и више година без школовања                                          | 892      |
| 103 | Женско становништво старо 15 и више година без школовања                                         | 1184     |
| 104 | Становништво старосног доба 15 и више година са непотпуним основним образовањем                  | 4196     |
| 105 | Мушко становништво старосног доба од 15 година и више са непотпуном основним образовањем         | 2073     |
| 106 | Женско становништво старосног доба 15 и више година са непотпуном основним образовањем           | 2123     |
| 107 | Становништво старо 15 и више година са комплетним основним образовањем                           | 2270     |
| 108 | Мушко становништво старо 15 година и више са комплетним основним образовањем                     | 1074     |
| 109 | Женско становништво старо 15 и више година са комплетним основним образовањем                    | 1196     |
| 110 | Становништво старосног доба 15 и више година са непотпуним средњим образовањем                   | 998      |
| 111 | Мушко становништво старосног доба од 15 година и више са непотпуним средњим образовањем          | 548      |
| 112 | Женско становништво старосног доба од 15 година и више са непотпуним средњим образовањем         | 450      |
| 113 | Становништво старо 15 и више година са пуним секундарном образовањем                             | 3589     |
| 114 | Мушко становништво старосног доба од 15 година и више са пуним секундарном образовањем           | 1777     |
| 115 | Женско становништво старосног доба од 15 година и више са пуним секундарном образовањем          | 1812     |
| 116 | Становништво старије од 18 година са постосновним образовањем                                    | 2497     |
| 117 | Мушко становништво старије од 18 година са постосновним образовањем                              | 1330     |
| 118 | Женско становништво старије од 18 година са постосновним образовањем                             | 1167     |
| 119 | Просечна оцена школовања                                                                         | 6.38     |
| 120 | Просечан ниво образовања мушке популације                                                        | 6.58     |
| 121 | Просечан ниво образовања женског становништва                                                    | 6.2      |
| 122 | Економски активно становништво                                                                   | 8054     |
| 123 | Економски активна мушка популација                                                               | 6325     |
| 124 | Економски активна женска популација                                                              | 1729     |
| 125 | Становништво које није економски активно                                                         | 9661     |
| 126 | Мушко становништво које није економски активно                                                   | 2403     |
| 127 | Женско становништво које није економски активно                                                  | 7258     |
| 128 | Запослено становништво                                                                           | 7896     |
| 129 | Запослено мушко становништво                                                                     | 6175     |
| 130 | Запослено женско становништво                                                                    | 1721     |
| 131 | Незапослена популација                                                                           | 158      |
| 132 | Незапослена мушка популација                                                                     | 150      |
| 133 | Незапослена женска популација                                                                    | 8        |
| 134 | Становништво без права на здравствене услуге                                                     | 4025     |
| 135 | Становништво које има право на здравствене услуге                                                | 20119    |
| 136 | Становништво које има право на ИМСС                                                              | 1054     |
| 137 | Становништво које има право на социјално осигурање                                               | 1555     |
| 138 | Становништво које има право на државно социјално осигурање                                       | 10       |
| 139 | Становништво које има право на опште осигурање или здравствено осигурање за нову генерацију      | 17366    |
| 140 | Становништво које је било једном или није било у браку током 12 година и више                    | 6580     |
| 141 | Венчано или уједињено становништво од 12 година и више                                           | 9889     |
| 142 | Становништво које је било у браку или уједињено 12 година и више                                 | 1317     |
| 143 | Становништво са католичком религијом                                                             | 19960    |
| 144 | Протестанти, еванђелисти и библијски следбеници различити од еванђелиста                         | 3589     |
| 145 | Становништво са другим религијама различитим од претходних                                       | 31       |
| 146 | Становништво без религије                                                                        | 532      |
| 147 | Укупно пописаних домаћинства                                                                     | 5599     |
| 148 | Пописна домаћинства на челу са мушкарцима                                                        | 4323     |
| 149 | Пописна домаћинства на челу са женама                                                            | 1276     |
| 150 | Становништво у пописним домаћинствима                                                            | 24157    |
| 151 | Становништво у пописним домаћинствима на челу са мушкарцима                                      | 19377    |
| 152 | Становништво у пописним домаћинствима на челу са женама                                          | 4780     |
| 153 | Укупно домаћинстава                                                                              | 7167     |
| 154 | Укупно насељених домаћинстава                                                                    | 5600     |
| 155 | Укупно приватних кућа                                                                            | 7166     |
| 156 | Насељени приватни домови                                                                         | 5599     |
| 157 | Укупно насељених приватних кућа                                                                  | 5599     |
| 158 | Ненасељене приватне куће                                                                         | 592      |
| 159 | Појединачна домаћинства за привремену употребу                                                   | 975      |
| 160 | Становници у насељеним приватним кућама                                                          | 24157    |
| 161 | Насељеност станара у приватним становима                                                         | 4.31     |
| 162 | Просечно становника по соби у приватним насељеним домаћинствима                                  | 1.54     |
| 163 | Појединачна домаћинства са подовима од различитих материјала од земље                            | 4911     |
| 164 | Појединачна домаћинства у приземљу                                                               | 679      |
| 165 | Појединачна домаћинства са једном спаваћом собом                                                 | 3152     |
| 166 | Појединачна домаћинства са две спаваће собе и више                                               | 2441     |
| 167 | Појединачна домаћинства са једним собом                                                          | 796      |
| 168 | Појединачна домаћинства са две собе                                                              | 1854     |
| 169 | Појединачна домаћинства са 3 собе и више                                                         | 2937     |
| 170 | Појединачна домаћинства која имају електрично светло                                             | 5268     |
| 171 | Појединачна домаћинства која немају електрично светло                                            | 319      |
| 172 | Појединачна домаћинства која имају водоводну воду у стамбеном простору                           | 5291     |
| 173 | Појединачна домаћинства која немају водоводну воду у стамбеном простору                          | 299      |
| 174 | Појединачна домаћинства која имају тоалет                                                        | 4722     |
| 175 | Појединачна домаћинства која имају канализацију                                                  | 4123     |
| 176 | Појединачна домаћинства која немају канализацију                                                 | 1469     |
| 177 | Појединачна домаћинства која имају електрично светло, довод воде из јавне мреже и канализацију   | 3959     |
| 178 | Појединачна домаћинства без икаквих услова                                                       | 514      |
| 179 | Појединачна домаћинства која имају радио                                                         | 4066     |
| 180 | Појединачна домаћинства која имају телевизор                                                     | 4227     |
| 181 | Појединачна домаћинства која имају фрижидер                                                      | 2931     |
| 182 | Појединачна домаћинства која имају машину за веш                                                 | 3009     |
| 183 | Појединачна домаћинства која имају аутомобил или комби                                           | 852      |
| 184 | Појединачна домаћинства која имају рачунар                                                       | 559      |
| 185 | Појединачна домаћинства која имају фиксну телефонску линију                                      | 993      |
| 186 | Појединачна домаћинства која имају мобилни телефон                                               | 2240     |
| 187 | Појединачна домаћинства која имају приступ интернету                                             | 332      |